# Ганс Фурлер
Ганс Фурлер (нім. Hans Furler; 5 червня 1904 — 29 червня 1975, Ахерн) — німецький політик.
Член ХДС, був президентом Європейського парламенту двічі: 1956—1958 і 1960—1962.